# Tipasa in Numidia
Tipasa in Numidia (łac. Diocesis Tipasitanus in Numidia) – stolica historycznej diecezji w Cesarstwie rzymskim w prowincji Numidia zlikwidowana w VII w. podczas ekspansji islamskiej, współcześnie w północnej Algierii. Obecnie katolickie biskupstwo tytularne. 

## Biskupi tytularni
| Lp. | Biskup                    | Funkcja                                               | Od               | Do                   |
| --- | ------------------------- | ----------------------------------------------------- | ---------------- | -------------------- |
| 1   | Henry Grey Graham         | biskup pomocniczy Saint Andrews i Edynburga (Szkocja) | 30 sierpnia 1917 | 5 grudnia 1959       |
| 2   | Victor Tielbeek           | biskup-prałat Formosy (Brazylia)                      | 4 lutego 1961    | 26 maja 1978         |
| 3   | Antonio Tobias            | biskup pomocniczy Zamboanga (Filipiny)                | 3 listopada 1982 | 14 września 1984     |
| 4   | Sérgio Arthur Braschi     | biskup pomocniczy Kurytyby (Brazylia)                 | 18 lutego 1998   | 16 lipca 2003        |
| 5   | José Luiz Ferreira Salles | biskup pomocniczy Fortalezy (Brazylia)                | 1 lutego 2006    | 15 lutego 2012       |
| 6   | Christian Riesbeck        | biskup pomocniczy Ottawy (Kanada)                     | 7 stycznia 2014  | 15 października 2019 |
| 7   | Andrés Luis García Jasso  | biskup pomocniczy Miasta Meksyk (Meksyk)              | 3 lipca 2021     |                      |